# Price-Whelan 1
Price-Whelan 1 (en abrégé PW 1) est une association stellaire dont la découverte a été annoncée en novembre 2018 par Adrian M. Price-Whelan et ses collaborateurs.

## Caractéristiques
Il est jeune, âgé d'environ 130 millions d'années, a une faible masse, environ 1 200 masses solaires, et est pauvre en métaux, avec une métallicité [Fe/H] de -1,1. Il est situé à environ 29 kiloparsecs du Soleil, loin dans le halo de la Voie lactée. Sa position galactocentrique est (R ; z) = (23 ; 15) kiloparsecs, ce qui le place dans le ciel près du bras avant du courant magellanique, un courant gazeux émanant du système des nuages de Magellan, mais à environ 60 degrés du centre du Grand Nuage de Magellan de l'autre côté du disque de la Voie lactée.

## Structure
Price-Whelan 1 est constituée de deux structures principales : une principale, nommée a, et une deuxième, plus petite et plus compacte, nommée b et située 1,9 degré, ou 1000 kiloparsecs, plus au nord. La structure a est elle-même subdivisée en deux composantes : aE à l'est et aW à l'ouest.

## Origine
En octobre 2019, deux études indépendantes, la première menée par Michele Bellazzini et la seconde par David L. Nidever (cette dernière comprenant plusieurs auteurs de l'étude de 2018, dont Adrian Price-Whelan), confirment que Price-Whelan 1 s'est formé à partir de gaz du bras avant magellanique.